# Brumby
Brumby är en australisk förvildad hästras. Brumbyn har utvecklats från tama hästar som rymt eller släppts lösa i Australien och som sedan förvildats. Brumbyn har anpassat sig väl till det torra och heta klimatet i öknarna och med en extrem överlevnadsinstinkt har de lärt sig att bland annat gräva efter vatten under årets torraste perioder. Idag finns det fler vildhästar i Australien än någon annanstans i världen och i jämförelse med de amerikanska vilda mustangerna som uppgår till ungefär 40 000 individer, är brumbyhästarna nästan tio gånger fler med ett varierande antal på 300 000-600 000.

## Historia
De första hästarna som kom till Australien skeppades dit år 1788 från Sydafrika och dessa var främst olika europeiska och indonesiska raser som hade exporterats till Sydafrika av Brittiska Ostindiska Kompaniet och Nederländska Ostindiska Kompaniet. Därefter importerades framförallt många engelska och arabiska fullblod. Ättlingar till dessa första hästar är dels den australiska boskapshästen som avlades i fångenskap, dels brumbyn som förvildades och utvecklades efter miljön. 
På 1960-talet hade hjordarna blivit ett så stort problem att myndigheterna beslutade om en omfattande avskjutning. En hjord på över 8 000 hästar sköts utanför Brisbane efter att ha jagats med både flygplan och terrängbilar. Över 17 000 hästar sköts på tre mindre områden. Denna slakt av hästarna ledde till protester från hela omvärlden och frågan debatteras än idag. Någon efterfrågan på brumbyn som ridhäst eller arbetshäst finns inte i Australien.

## Namnets ursprung
Det finns olika teorier om var benämningen Brumby kommer ifrån. En som ofta nämns är att benämningen kommer från en man vid namn James Brumby (1771-1838) som var militär och boskapsägare i New South Wales. När han flyttade till Tasmanien lämnade han kvar hästar som hade rymt och som inte gick att samla in och som fick bli benämningen på alla vildhästar. Problemet med den teorin är att han var verksam i början av 1800-talet medan brumby inte nämns första gången i australisk press förrän 1880; i Australasian magazine utgiven i Melbourne. Andra teorier är till exempel att brumby kommer från aboriginernas språk, antingen genom ordet baaromby som betyder vild i vissa stammar eller baroombie för vildhäst i andra, eller att det kommer från Baramba, en liten flod och station i Queensland där det fanns hästar. Det har också föreslagits att det härrör från det irländska ordet bromach/bromaigh, unghäst.

## Egenskaper

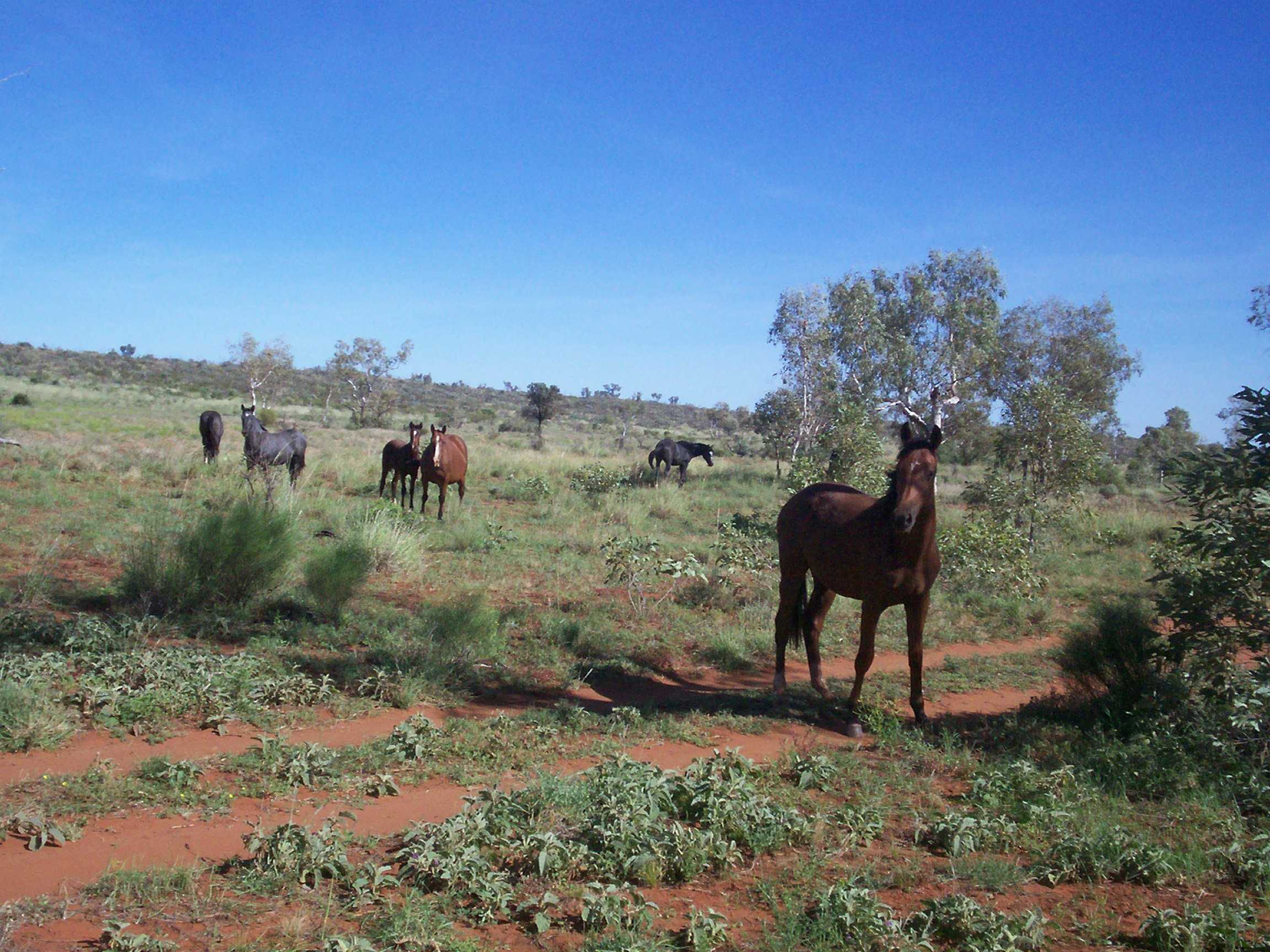
Brumbyhästarna lever i vilt tillstånd och har anpassat sig efter det torra och varma klimatet.

Brumbyn är en hästras som har överlevt flera hundra år i öknarna i centrala Australien med extrema torrperioder som drabbar landet varje år. Detta har lett till en häst som klarar sig på mager föda och lite vatten. Det är inte helt ovanligt att se hästar som har grävt så djupa hål att enbart ryggen syns på hästarna. En del brumbyhästar har även förflyttat sig till de västra delarna av Australien och de lite mer tropiska områdena där växtligheten är större. 
Hästarna har de egenskaper som ofta följer med livet som vildhäst. De är snabba och alerta med snabb flyktinstinkt och starka ben. Hovarna är hårda och klarar av det slitage de utsätts för. Dock är brumbyn något degenererad vilket gör att hästarna ofta har exteriöra defekter och är dåligt byggda. Hingstarna i hjordarna är ofta inte speciellt revirtänkande och attackerar ofta inte inkräktare, men däremot så försvarar hingstarna alltid stona mot anfallande fiender. Brumbyhästarna har även ett speciellt system inom flocken. De delar upp sig i två grupper som kallas "harem" och "bachelors". Haremgruppen består av en stark hingst, hjordens ston och deras föl. "Bachelor"gruppen består främst av unghingstar som har till uppgift att beskydda flocken. När hela flocken är i rörelse leds flocken av ett starkt, oftast lite äldre ledarsto, och ledarhingsten går längst bak för att samla ihop flocken om flocken har några eftersläntrare. 
Brumbyn är alldeles för vild, svårtämjd och lynnig för att kunna fungera som ridhäst eller arbetshäst och därför är det ovanligt att hitta tama sådana. Som vildhäst är hästarna riktiga problemlösare. Brumbyhästarna är även riktigt fertila och antalet hästar kan öka med så mycket som upp till 200 000 hästar per år. Detta leder dock oftast till stora problem under torrperioderna då hästarna dör i hundratusentals. Därför varierar antalet hästar starkt i landet, men brukar nå upp till minst 300 000 hästar under torrperioderna och har även ökat upp till 600 000 djur under resten av året.